# Wilhelm Wimmer (Ökonom)
Wilhelm Wimmer (* 15. September 1931 in Rottenburg an der Laaber; † 21. Juli 2025) war ein deutscher Ökonom.

## Werdegang
Wimmer schloss das Studium als Diplom-Volkswirt ab und promovierte 1959 mit einem rechtswissenschaftlichen Thema. Er war Ministerialdirigent und Leiter der Abteilung Mittelstand im Bayerischen Staatsministerium für Wirtschaft und Verkehr. Er engagierte sich im Lions Club München-Arabellapark als Gründungsmitglied und war dort u. a. 1975–1976 juristischer Berater. Von 1980 bis 1997 war er Hauptgeschäftsführer der IHK für München und Oberbayern.
Er war Vorsitzender des Rundfunkrates des Bayerischen Rundfunks und Aufsichtsratsvorsitzender der Bayerischen Rundfunkwerbung.

## Ehrungen
- 1983: Verdienstkreuz 1. Klasse der Bundesrepublik Deutschland
- 1994: Großes Verdienstkreuz der Bundesrepublik Deutschland
- 1998: Großes Verdienstkreuz mit Stern der Bundesrepublik Deutschland
- Bayerischer Verdienstorden

## Einzelbelege
1. ↑  Traueranzeige in der Süddeutschen Zeitung vom 26. Juli 2025, abgerufen am 27. Juli 2025
2. ↑  Mitgliederverzeichnis, herausgegeben von Lions International Gesamt-District 111, Stand 1. Juni 1976

| Personendaten    | Personendaten            |
| ---------------- | ------------------------ |
| NAME             | Wimmer, Wilhelm          |
| KURZBESCHREIBUNG | deutscher Ökonom         |
| GEBURTSDATUM     | 15. September 1931       |
| GEBURTSORT       | Rottenburg an der Laaber |
| STERBEDATUM      | 21. Juli 2025            |